# Rumlna
Rumlna  est un gentilice étrusque, originaire de Tarquinia.

## Onomastique
Le fait que la trinité Roma-Romulus-Romilius (Roma, Romulus, Rémus) puisse être mis en parallèle  à l'étrusque Ruma-Rumele-Rumelna (ou Rumlna) ne permet pas d'affirmer le rapprochement entre Rulmna et Roma, qui impliquerait que la Roma latine dériverait du gentilice étrusque ou de Romilius, les deux patronymes ayant existé simultanément dans les deux systèmes linguistiques.
Massimo Pallottino, lui-même, n'aborde le rapprochement entre Roma et Rumla qu'au point de l'onomastique, soit la seule possible  correspondance (indirecte) avec le gentilice Rumlna étrusque semblable (seulement) avec  le prénom Murila.

## Sources
- Thèse de Giambattista Cairo, Roma, tra storia ed archeologia: religione, istituzioni, territorio nell’epoca delle origini,  Alma Mater Studiorum, Università di Bologna, 2009

- Massimo Pallottino,  Testimona Linguae Etruscae, 1968